# Autumn Rhythm (Number 30)
Autumn Rhythm (Número 30) és una pintura expressionista abstracta de 1950 de l'artista nord-americà Jackson Pollock que pertany a la col·lecció del Metropolitan Museum of Art de la ciutat de Nova York. L'obra és un exemple destacat de l'estil de degoteig o pintura abocada de Pollock entre els anys 1947-52 i es considera una de les seves obres més notables.

## Creació
Autumn Rhythm es va fer a la tardor de 1950 a l'estudi de Pollock a Springs, Nova York, com a part d'un grup de pintures que el pintor va exposar per primera vegada a la Galeria Betty Parsons el novembre i desembre de 1951. La tècnica de Pollock en aquesta obra, com en d'altres fetes durant aquesta part de la seva carrera, va consistir en treballar sobre llenç no preparat col·locat al terra del seu estudi i abocar-hi la pintura directament de les llaunes o bé emprant diferents estris com pals o pinzells fortament carregats per controlar l'abocament de pintura a mesura que la gotejava i la llençava a la tela. Amb 17 peus d'ample (uns 518 cm) i 8 d'alçada (uns 243 cm), Autumn Rhythm és una de les pintures més grans de Pollock.
Hans Namuth, que va fotografiar a Pollock treballant durant diversos mesos el 1950, va documentar parcialment el procés de creació d'Autumn Rhythm. Segons la historiadora de l'art Monica Bohm-Duchen, les fotografies de Namuth permeten conèixer la seqüència amb què Pollock va omplir el llenç i l'ordre en què va aplicar les diferents pintures. Pollock va començar pintant el terç dret de la tela, establint un entramat de fines línies negres i, a continuació, va anar afegint altres colors de pintura (majoritàriament marrons i blancs, amb una petita quantitat de blau turquesa), utilitzant diversos mètodes de degoteig i d'abocament per crear una varietat de tipus de línies i zones de tolls de pintura. Després va passar a la secció central i, finalment, al costat esquerre seguint el mateix procés. Al llarg de la realització de l'obra, va pintar des de tots els costats de la tela.

## Títol i exposició
Pollock va donar a la pintura el títol Número 30 i la va exposar amb aquest nom a la Galeria Betty Parsons el 1951 i al Museum of Modern Art com a part de la l'exposició 15 Americans del 1952. Entre 1947 i 1952 Pollock va númerar les seves obres, en comptes de posar-los títols, per no distreure els espectadors amb significats implícits. La numeració no sembla que correspongui a la seqüència en què es van fer les obres. Quan l'obra es va mostrar a la Galeria Sidney Janis el 1955, portava el títol Autumn Rhythm sense cap referència al número. Pollock no va explicar per què va canviar el títol del quadre; l'historiador de l'art Timothy J. Clark creu que Autumn Rhythm era el títol primer de Pollock, en contraposició a altres obres d'aquest període que van rebre suggeriments de l'amic de Pollock, el crític Clement Greenberg. El 1957 el Metropolitan Museum of Art va adquirir la pintura de la finca de Pollock per 20.000 dòlars, més una altra obra que ja tenia a la col·lecció, Número 17 del 1951. El comissari del Metropolitan, Robert Beverly Hale, va proposar i supervisar-ne l'adquisició. Des de llavors l'obra ha estat generalment exposada com a Autumn Rhythm (Number 30).

## Llegat
Els investigadors que estudien la geometria fractal subjacent al treball de Pollock han estimat la dimensió fractal dels patrons de degoteig en Autumn Rhythm en 1,67.